# Rondo (druvsort)

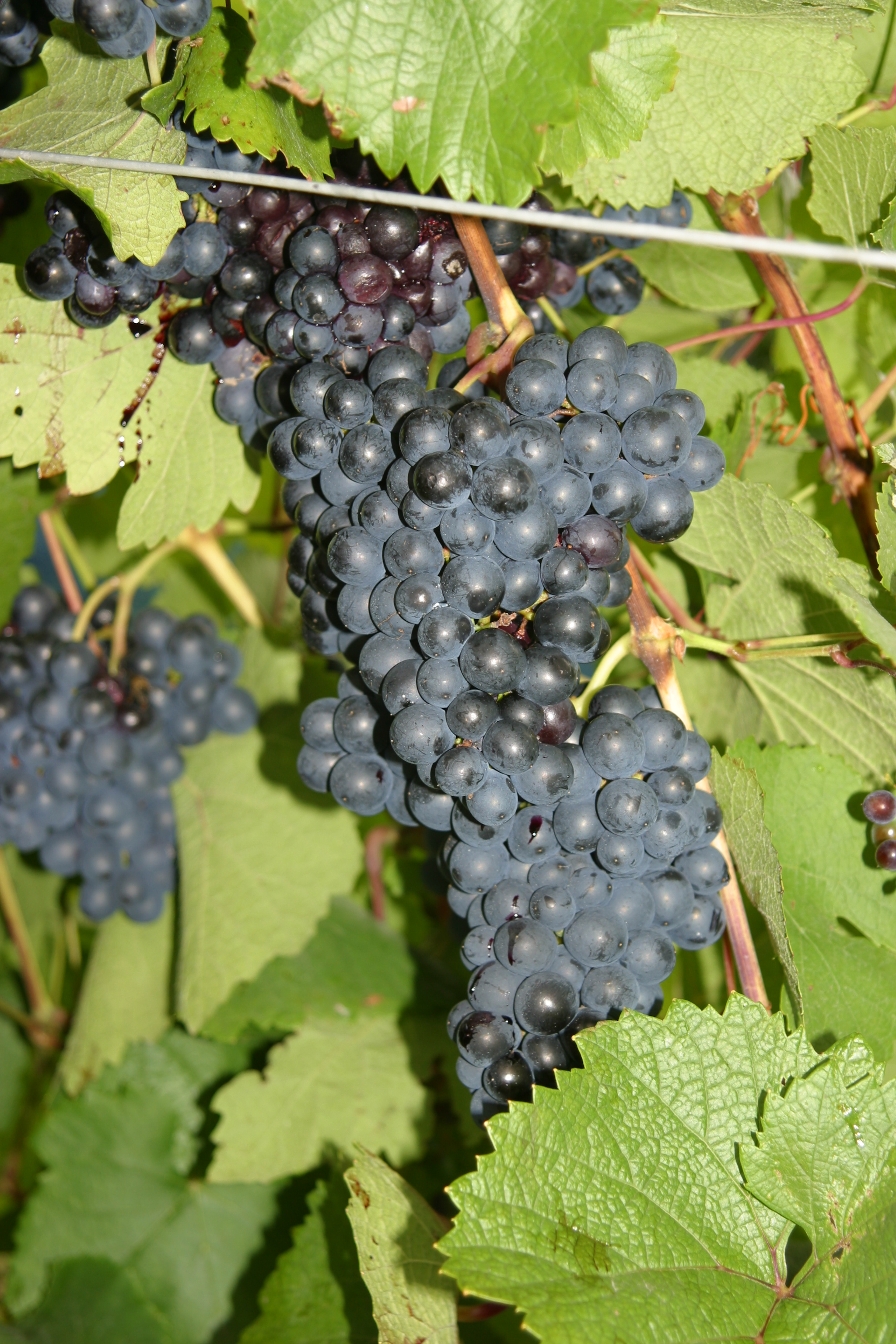
Druvklase av Rondo

Rondo är en blå sort av vindruva som används för framställning av vin, framför allt i svala klimat. Eftersom druvsorten är mörkskalig används den till rött vin eller rosévin. Rondo är en hybriddruva snarare än en renrasig Vitis vinifera, eftersom den har flera hybriddruvor i sitt stamträd. Den skapades 1964 av professor V. Kraus i dåvarande Tjeckoslovakien genom att korsa sorterna Zarya Severa (en hybrid med Vitis amurensis i sin stamtavla) och St. Laurent. Han erbjöd sin skapelse till Dr. Helmut Becker, som var verksam vid det tyska vinforskningsinstitutet i Geisenheim, och Becker fortsatte arbetet med druvsorten. Därför finns Rondo registrerad i sortregistren med en Geisenheim-kod, Gm 6494-5.
Rondo är en druvsort som mognar mycket tidigt och har en mycket god härdig mot vinterfrost och falsk mjöldagg, vilket kommer från Vitis amurensis-delen av stamtavlan. Årlig behandling mot äkta mjöldagg kan dock fortfarande vara nödvändigt i vingården. Rondodruvor ger ett rubinrött vin som också används i cuvéer. Rondo är vanlig att odla i norra Europa där många klassiska Vitis vinifera-sorter är svåra att få att mogna ordentligt, eftersom den vanligen ger bra färg och arom även på dessa odlingsplatser. Rondo odlas i tyska Rheinhessen och på många ställen i norra Europa såsom Danmark, England, Irland och Nederländerna. Rondo är en tillåten druvsort för kommersiell odling i Sverige och används i rosévin från ett flertal svenska vingårdar.